# Johannes Geccelli

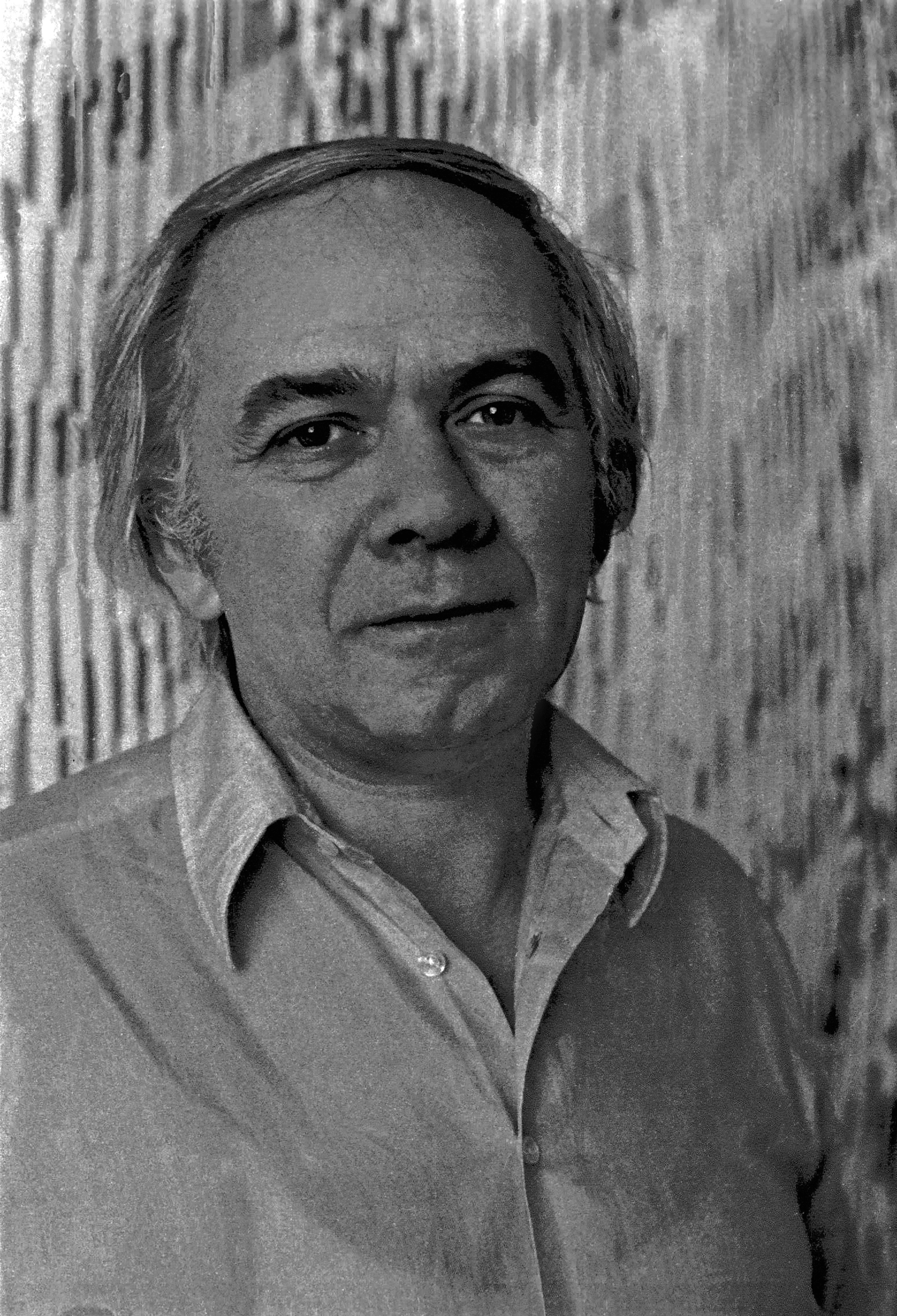
Johannes Geccelli (1975)

Johannes Geccelli (* 14. Oktober 1925 in Königsberg; † 23. Juni 2011 in Blankenfelde-Mahlow) war ein deutscher Maler, im Besonderen der Farbfeldmalerei, und Hochschullehrer.

## Leben
Im Jahr 1943 erhielt Geccelli in seiner Geburtsstadt Königsberg die Zulassung zum Studium an der dortigen Kunstakademie. Das Studium konnte er jedoch nicht antreten, da er im selben Jahr zum Kriegsdienst einberufen wurde. 1947 wurde er aus Kriegsgefangenschaft entlassen. Es folgte bis 1951 ein Studium an der Düsseldorfer Kunstakademie bei Heinrich Kamps und Bruno Goller. Den größten Einfluss auf den jungen Künstler übte jedoch Paul Bindel (1894–1973) aus, in dessen Klasse sich auch Heinz Mack, Otto Piene, Raimund Girke und Hans Salentin befanden. Ab 1951 studierte Geccelli ebenfalls Philosophie und Pädagogik an der Universität in Köln.
1949 Reisen durch England, 1955 durch Frankreich. Nach Studienabschluss war er zehn Jahre lang als Kunsterzieher an höheren Schulen in Mülheim an der Ruhr und andernorts tätig.
Ende der 1950er Jahre bewegte er sich mit seinen Arbeiten im Umfeld der Gruppe ZERO. Am 24. Oktober 1957 zeigte er auf der fünften Abendausstellung im Atelier von Otto Piene in der Gladbacher Straße 69 in Düsseldorf seine Arbeiten. Seit 1964 arbeitete Geccelli als Gastdozent an der Hochschule für Bildende Künste in Hamburg. Im Folgejahr wurde er als Professor an die Hochschule der Künste in Berlin (Fachbereich 6, Kunsterziehung und Kunstwissenschaft) berufen. In dieser Funktion verblieb er bis 1988. 1960 wurde er zum Preisträger des Villa Romana Preises ernannt.
Im Jahr 1980 wurde er durch Vermittlung von George Rickey ein Fellow der Hand-Hollow-Foundation in East Chatham, ebenso als Gastprofessor am Hunter College in New York City tätig. 1983 erhielt er eine Einladung an das Centre International d’Expérimentation Artistique in Boissano. 1994 bezog Johannes Geccelli sein Atelier in Jühnsdorf, wo er bis zu seinem Tod lebte. Im Jahr 1998 wurde ihm der Lovis-Corinth Preis verliehen.

## Werk
„Nur wenig Kontraste sind nötig, um die menschliche Gestalt zu erkennen. Den Rest besorgt das gespeicherte Wissen: das Bild, das wir von ihr haben.“

Bekannt geworden ist Geccelli vor allem durch seine, durch Alberto Giacometti beeinflussten, sich in „Bewegung befindenden Figuren, die er – mitten ins Bild gesetzt – durch eine Fragmentierung der Farbflächen aufzulösen begann.“ In den Arbeiten der 1960er Jahre, die sich mit einer sich räumlich in der Fläche des Bildes bewegenden Figur beschäftigen, taucht immer wieder der auf Umrisse reduzierte Mensch auf. Dazu gehört auch die Thematisierung des Seins und des Nichts. In den frühen 1970er Jahren wirkte die Bildfläche so, „als lasse die laufende menschliche Figur die Luft um sich in Wellen vibrieren“, bis schließlich zum Bildrand hin „aus diesen von der Figur ausgelösten Wellen eine eigene rasterähnliche Struktur“ wird, wobei eine Grundfarbe von der Mitte des Bildes aus schrittweise parallel in waagerechten Pinselstrichen zu anderen Farben hin verändert wird.
Ab Mitte der 1970er Jahre entstanden die ersten Bilder mit gleich breiten, waagerechten Zeilen und senkrechten, parallelen Pinselzügen in chromatischen Abstufungen-eine Arbeitsweise, die Geccelli bis zu seinem Tod weiterentwickelte.

## Auszeichnungen
Der Künstler wurde mehrfach für seine Arbeiten ausgezeichnet. 1958 erhielt er den Förderpreis des Landes Nordrhein-Westfalen. 1960 wurde ihm der Villa-Romana-Preis und 1963 der Ruhrpreis für Kunst und Wissenschaft verliehen. Im Jahr 1998 erhielt er den Lovis-Corinth-Preis.

## Bekannte Schüler
Bekannte Schüler Geccellis sind die Maler Jochen Bentrup, Yolanda Feindura, Marcus Herrenberger, Thomas Kleemann, Wolfgang Koethe, Dorothea Müller, Peter Nagel, Günter Scharein und Suse Wiegand.

## Ausstellungen
- 1957: 5. Abendausstellung, Atelier Otto Piene, Düsseldorf
- 1958: 7. Abendausstellung, Atelier Otto Piene, Düsseldorf
- 1961: Kunstpavillon, Soest
- 1978: Neuer Berliner Kunstverein und Kunsthalle Kiel
- 1980: Hunter Gallery, New York City
- 1985: 1945 1985. Kunst in der Bundesrepublik Deutschland, Nationalgalerie, Staatliche Museen Berlin
- 1995: Kunst in Deutschland 1945-1995, Kunstforum Ostdeutsche Galerie, Regensburg
- 1998: Museum Ostdeutsche Galerie, Regensburg, (Lovis-Corinth-Preis)
- 2004: Form und Struktur, Wege zur Abstraktion III, Kunstverein Schwimmhalle Schloss Plön
- 2006: Johannes Geccelli, Berlinische Galerie
- 2008: Angelandet, Brandenburgische Kunstsammlungen Cottbus
- 2009: As Time Goes By, Kunstwerke über Zeit, Berlinische Galerie
- 2010: Vorsicht Farbe!, Museum Ritter, Waldenbuch
- 2010: Johannes Geccelli – Cottbusgrün – Die Entwicklung einer Farbe, Kunstmuseum Dieselkraftwerk Cottbus

## Sammlungen (Auswahl)
- Berlinische Galerie, Berlin
- Bundesministerium des Innern, Berlin
- Bundessammlung zeitgenössischer Kunst
- Brandenburgische Kunstsammlung, Cottbus
- Gemäldegalerie Neue Meister (Staatliche Kunstsammlung), Dresden
- Kulturraum Darmstadt
- Kunsthalle Bremen
- Kunsthalle Karlsruhe
- Kunsthalle zu Kiel
- Kunsthalle Mannheim
- Kupferstichkabinett (Staatliche Museen Berlin)
- Kupferstichkabinett (Staatliche Kunstsammlung), Dresden
- Landesmuseum Oldenburg
- Landesvertretung Nordrhein-Westfalen
- LBS Ostdeutsche Landesbausparkasse AG, Potsdam
- Museum of Modern Art, New York, USA
- Kunstforum Ostdeutsche Galerie, Regensburg
- Museum Ritter, Waldenbuch
- Neuberger Museum of Art (Purchase), New York, USA
- Lentos Linz, Österreich
- Neue Nationalgalerie, Berlin
- Neuer Berliner Kunstverein (Artothek), Berlin
- Neues Museum (Staatliches Museum für Kunst und Design), Nürnberg
- Oberhessisches Museum, Gießen
- RWW Rheinisch-Westfälische Wasserwerksgesellschaft mbH, Mülheim a.d.Ruhr
- Sammlung des Deutschen Bundestages, Berlin
- Sammlung der Universität der Künste, Berlin
- Staatsgalerie Stuttgart
- Schloss Oberhausen
- Kunstsammlungen & Museen Augsburg
- Kunstsammlungen Chemnitz
- Kunstsammlung Gelsenkirchen
- Museum Lüdenscheid
- Städtisches Museum Mülheim an der Ruhr
- Ulmer Museum
- Von der Heydt-Museum, Wuppertal
- Wilhelm-Hack-Museum, Ludwigshafen
- ZERO foundation – Düsseldorf

## Ausstellungskataloge
- Gerhard Leistner (Bearb.): Johannes Geccelli. Weg der Figur im Wandel der Farbe. Werke 1967–1991. Museum Ostdeutsche Galerie Regensburg, Regensburg 1992, ISBN 3-89188-059-6.
- Dieter Honisch (Vorw.): 1945 – 1985. Kunst in der Bundesrepublik Deutschland. (Nationalgalerie, Staatliche Museen, Preußischer Kulturbesitz, Berlin), Nicolaische Verlagsbuchhandlung, Berlin 1985, ISBN 3-87584-158-1.